# 若松謙維
若松 謙維（わかまつ かねしげ、1955年8月5日 - ）は、日本の政治家、公認会計士、税理士、行政書士。若松公認会計事務所代表。
衆議院議員（3期）、参議院議員（2期）、総務副大臣（第1次小泉内閣・第1次小泉第1次改造内閣）、NPO法人「行政再生」理事長、復興副大臣（第3次安倍第1次改造内閣）、参議院災害対策特別委員長、参議院総務委員長、参議院法務委員長などを歴任した。

## 経歴
福島県石川郡石川町生まれ。1978年3月、中央大学商学部2部を卒業。
1978年11月、有限責任監査法人トーマツに入社。1983年よりシアトル、翌年よりロンドンに赴任。1988年、ロンドン事務所・国際投資コンサルタント部に配属となり、1990年よりサンフランシスコに赴任。1992年、退社。
1993年の第40回衆議院議員総選挙旧埼玉5区に公明党から出馬し、初当選。
1996年の第41回衆議院議員総選挙埼玉6区では新進党から出馬し、2期目の当選を果たす。1999年7月、政治家事務所としては初めてISO認証を取得。
2000年の第42回衆議院議員総選挙では民主党の新人大島敦に2342票差で敗れるが、比例北関東ブロックで復活当選した。2002年、第1次小泉内閣と改造内閣で総務副大臣を務め、三位一体の改革の原案を作成する。
2003年の第43回衆議院議員総選挙で落選。2005年の第44回衆議院議員総選挙で比例東北ブロックに単独立候補するが落選。公認会計士事務所を東京都港区新橋に開設する。
2009年、第45回衆議院議員総選挙の比例東北ブロック公明党公認候補となる。公認会計士事務所を郡山市に移転。2009年、第45回衆議院議員総選挙の比例東北ブロックで名簿順位2位となるが落選。
2012年、公明党から第23回参議院議員通常選挙の比例代表候補に公認される。2013年7月、同選挙に出馬し、参議院議員選挙で初当選。10年ぶりに国政に復帰した。
2015年10月、第3次安倍第1次改造内閣にて復興副大臣に就任（2016年8月退任）。
2019年7月の第25回参議院議員通常選挙では、党の規約では「任期中に69歳を超える場合は公認しない」とあるが、当時63歳11ヶ月ながら特例で公認されて立候補した。
2019年10月、参議院総務委員長に就任。
2025年7月の第27回参議院議員通常選挙には立候補せず引退。

## 政策・主張
選択的夫婦別姓
選択的夫婦別姓導入に「どちらかと言えば賛成」としている。
日本国憲法
2013年の第23回参議院議員通常選挙においては、日本国憲法第9条の改正に反対を表明した。
集団的自衛権
2013年の第23回参議院議員通常選挙に際し、集団的自衛権の行使を認めるため憲法解釈を変更すべきか問われ、憲法解釈の見直しに反対すると表明していた。しかし、集団的自衛権の行使を認める安全保障関連法案が2015年に審議されることになったため、選挙当時の主張について毎日新聞社からあらためて確認されると「政府の努力を覆すような報道はフェアではない」 と回答し、マスコミを批判した。
消費税
2019年10月に予定されている消費税増税に賛成。
その他
普天間基地の辺野古への移設に賛成（普天間基地移設問題参照）。
アベノミクスは成果を上げていると思う。

## 役職歴

### 公明党
- 中央幹事
- 機関紙推進委員会委員長
- 復興・防災副部会長
- 税制調査会副会長
- 東北方面本部顧問
- 福島県本部常任顧問

### 参議院
- 総務委員長
- 災害対策特別委員長
- 東日本大震災復興特別委員会委員
- 資源エネルギーに関する調査会委員

## 著作

### 単著
- 『私も取れたISO14001―環境先進議員の挑戦』（東洋経済新報社、2000年3月）
- 『地方公共団体再生工程表』（ぎょうせい、2002年2月）
- 『財政会計改革工程表』（ぎょうせい、2003年7月）

### 共著
- 『企業のリストラ』（共著：田中亀雄・土屋章・原田進安・中村清、商事法務研究会、1993年6月）
- 『新・行財政構造改革工程表』（共著：上山信一・樫谷隆夫、ぎょうせい、2005年4月）

## 選挙歴
| 当落 | 選挙                     | 執行日         | 年齢 | 選挙区           | 政党   | 得票数     | 得票率 | 定数 | 得票順位 /候補者数 | 政党内比例順位 /政党当選者数 |
| ---- | ------------------------ | -------------- | ---- | ---------------- | ------ | ---------- | ------ | ---- | ------------------ | ---------------------------- |
| 当   | 第40回衆議院議員総選挙   | 1993年07月18日 | 37   | 旧埼玉県第5区    | 公明党 | 8万6409票  | 14.36% | 4    | 3/10               | /                            |
| 当   | 第41回衆議院議員総選挙   | 1996年10月20日 | 41   | 埼玉県第6区      | 新進党 | 7万1944票  | 36.89% | 1    | 1/5                | /                            |
| 比当 | 第42回衆議院議員総選挙   | 2000年06月25日 | 44   | 埼玉県第6区      | 公明党 | 7万8000票  | 34.58% | 1    | 2/4                | 3/3                          |
| 落   | 第43回衆議院議員総選挙   | 2003年11月09日 | 48   | 埼玉県第6区      | 公明党 | 10万3511票 | 44.11% | 1    | 2/3                | /                            |
| 落   | 第44回衆議院議員総選挙   | 2005年09月11日 | 50   | 比例東北ブロック | 公明党 | ーー票     | ーー   | 14   | /                  | 2/1                          |
| 落   | 第45回衆議院議員総選挙   | 2009年08月30日 | 54   | 比例東北ブロック | 公明党 | ーー票     | ーー   | 14   | /                  | 2/1                          |
| 当   | 第23回参議院議員通常選挙 | 2013年07月21日 | 57   | 参議院比例区     | 公明党 | 57万7951票 | ーー   | 48   | 5/17               | 5/7                          |
| 当   | 第25回参議院議員通常選挙 | 2019年07月21日 | 63   | 参議院比例区     | 公明党 | 34万2356票 | ーー   | 50   | 3/17               | 3/7                          |